# Steve Cruz (Boxer)
Steve Cruz (* 2. November 1963 in Fort Worth, USA) ist ein ehemaliger US-amerikanischer Boxer im Federgewicht. 

## Profi
Ende Oktober 1981 gab er mit einem T.-K.-o.-Sieg in Runde 1 gegen Pascual Aranda erfolgreich sein Profidebüt. Im Juni des Jahres 1986 wurde er Weltmeister des Verbandes WBA, als er Barry McGuigan durch einstimmigen Beschluss besiegte. Allerdings verlor er den Titel bereits in seiner ersten Titelverteidigung im März des darauffolgenden Jahres an Antonio Esperragozza. Im Jahre 1993 beendete er seine Karriere.